# Rocquigny (Ardeny)
Rocquigny – miejscowość i gmina we Francji, w regionie Grand Est, w departamencie Ardeny.
Według danych na rok 1990 gminę zamieszkiwało 775 osób, a gęstość zaludnienia wynosiła 21 osób/km².

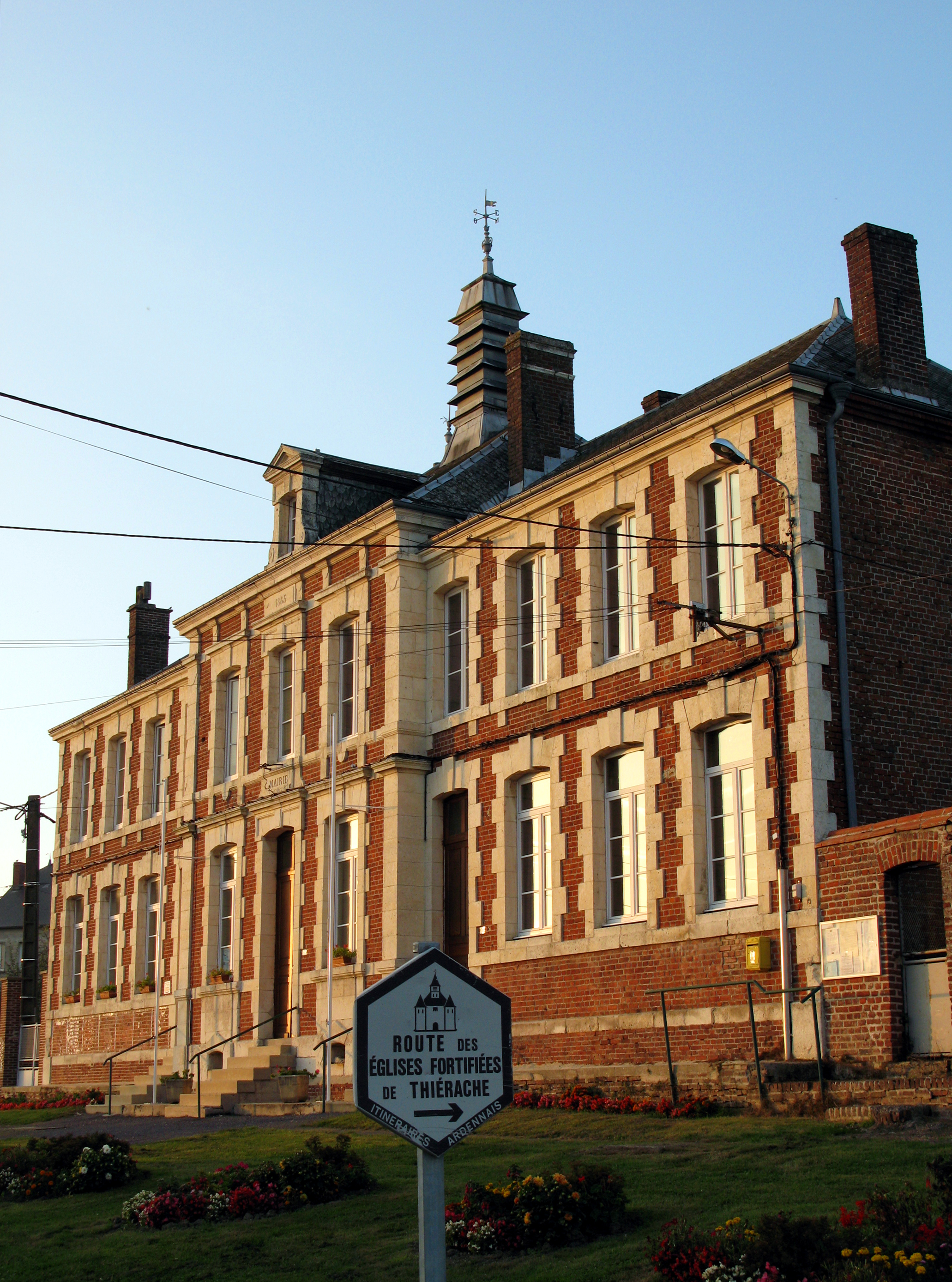
Ratusz w Rocquigny, 2007